# Mesochra dulcicola
Mesochra dulcicola är en kräftdjursart. Mesochra dulcicola ingår i släktet Mesochra och familjen Canthocamptidae. Inga underarter finns listade i Catalogue of Life.